# Chormagan
Chormaghan Noyan, o Chormaqan o Čormagan, già membro del Kheshig (... – 1240), è stato un generale mongolo sotto i regni di Gengis Khan e di Ögödei, spesso ricordato nella Storia segreta dei Mongoli.
Ha probabilmente partecipato alle campagne mongole nel nord della Cina e al raid di Subedei e di Jebe intorno al mar Caspio nel 1222-1223.
Durante l'inverno del 1230, fu incaricato da Ögödei di imprimere una nuova e decisiva spinta all'operazione di conquista della Persia. Lanciò tre tumen (30.000 uomini) contro il Khwārazm-Shāh Jalāl al-Dīn Mankubirnī, che attraversarono rapidamente il Khorasan e marciarono sull'Azerbaigian. Jalāl al-Dīn, indebolito dalla disfatta, abbandonò Tabriz nella primavera 1231 e fuggì alla volta del territorio di Moghan e di Arran, alla foce del fiume Kura e del fiume Aras, poi a Diyarbakır. Il 15 agosto 1231, fu assassinato da un contadino curdo che non l'aveva neppure riconosciuto e che voleva difendere i suoi beni.
Chormaghan s'installò con le sue truppe alla foce del Kura e dell'Aras. Nel 1233, entrò in Armenia e s'impadronì di numerose città, di cui massacrò la popolazione, come a Maragha. Tabriz fu risparmiata grazie al pagamento di un pesante tributo. Nel 1236, le sue truppe invasero di nuovo la Georgia e s'impadronirono senza combattere di Tiflis, data alle fiamme dal suo governatore in fuga.
Nel 1239, i Mongoli che occupavano la maggior parte dell'Armenia incendiarono e saccheggiarono le città di Ani e di Kars dopo averne massacrato le popolazioni.
Chormaghan morì nel 1240 e fu sostituito dal suo luogotenente Bayju.